# 纶生白公祠
纶生白公祠位于中国广东省广州市海珠区华洲街道龙潭社区江海大道龙潭村西约大街22号龙潭小学内。
该祠坐东向西，左右三路，前后四进；宽为23.3米，深为40.6米，高约11米。中路主体建筑有头门、拜亭、中堂和后堂，两侧为南舍和北舍。祠前铺花岗石地坪。祠西街道上有表彰白纶生父母的花岗石牌坊。
公祠于清朝同治十一年(1872年)由白纶生出资兴建，光绪二十五年(1899年)落成，建成时白纶生已经逝世，为纪念其故称纶生白公祠、俗称白家祠。1993年被公布为广州市文物保护单位，2002年7月17日，纶生白公祠含“乐善好施”牌坊晋升为第四批广东省文物保护单位。